# 旅程 古代阿拉伯半島的奇蹟與戰爭物語
《旅程 古代阿拉伯半島的奇蹟與戰爭物語》（日语：ジャーニー 太古アラビア半島での奇跡と戦いの物語，阿拉伯语：‎, ar-riḥla）是一部由日本與沙烏地阿拉伯合作製作的動畫電影，於2021年6月25日在日本上映。

## 劇情簡介
剧情改编自阿拉伯历史上有名的象年（“象军”）事件。阿克苏姆帝国占领希木叶尔王国后，其将领阿伯拉哈于公元570年左右，率领象军入侵麦加，意图摧毁克尔白天房。在动画故事中，主人公敖斯·本·祖拜尔（‎）为守护家乡麦加而战斗。

## 登場角色
阿烏斯（配音：古谷徹）
祖拉拉（配音：神谷浩史）
尼扎魯（配音：中村悠一）
音朵（配音：三石琴乃）
姆塔利卜（配音：麥人）
阿卜拉哈（配音：黑田崇矢）
姆薩卜（配音：中井和哉）

## 外部連結
- 官方网站